# 一貫道歷史
一貫道將其傳承的歷史源流稱為「道統」，詳細記載在《道統寶鑒》（作者、成書年代未詳）中，根據其脈絡，可分為兩部分。第一部分多無從考證，自「天道降世之始」至羅尉群逝世；第二部分可考證性較高，自黄德輝領導時期至今，幾乎都有資料可以印證。
在來是西元2002年5月25日到2004年12月26日仙佛借竅批的《道脈傳承錄》當曾經的歷史，這是在一貫道信徒中，大多數人比較認為沒有爭議的歷史講述。關於訓文分別是《「道脈傳承錄」竹圖訓一》、《「道脈傳承錄」竹圖訓二》、《「道脈傳承錄」竹圖訓三》，總結串聯《「道脈傳承錄（四）」竹圖訓集結》。

## 早期道統
一貫道相信宇宙源出於道，依此道而生成萬物。天地眾生多不了解此道，於是有天生智慧覺者降世開化眾生，即為一貫道歷代祖師。根據中華民國一貫道總會印行的《一貫道簡介》，自伏羲見龍馬負圖，創造八卦，揭開天地奧秘，是為大道降世之始。伏羲為第一代道統祖師，其後聖聖相緒，神農為第二代，其下分別為：第二代神農氏，第三代軒轅黄帝，第四代少昊，第五代顓頊，第六代帝嚳，第七代帝堯，第八代帝舜，第九代夏禹，第十代伊尹，第十一代商湯，第十二代姜尚，第十三代文王、武王、周公，第十四代老子，第十五代孔子，第十六代顔子、曾子，第十七代子思，第十八代孟子。

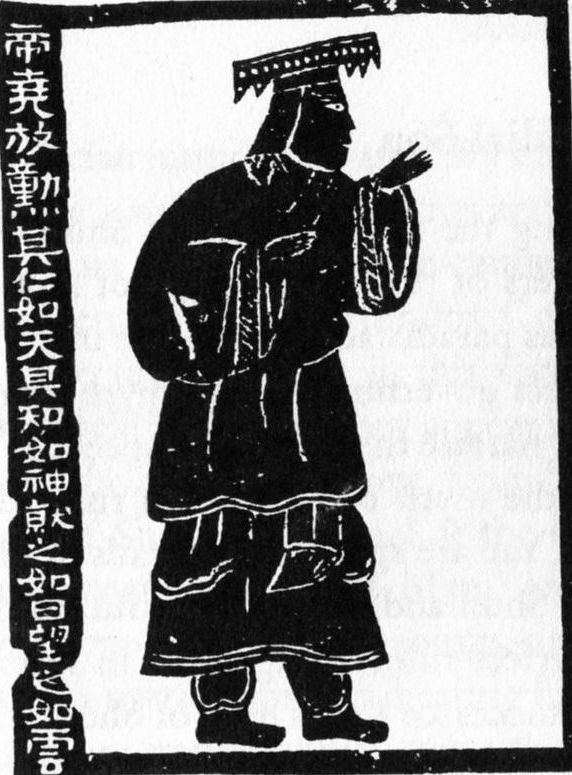
東方第七代祖師帝堯
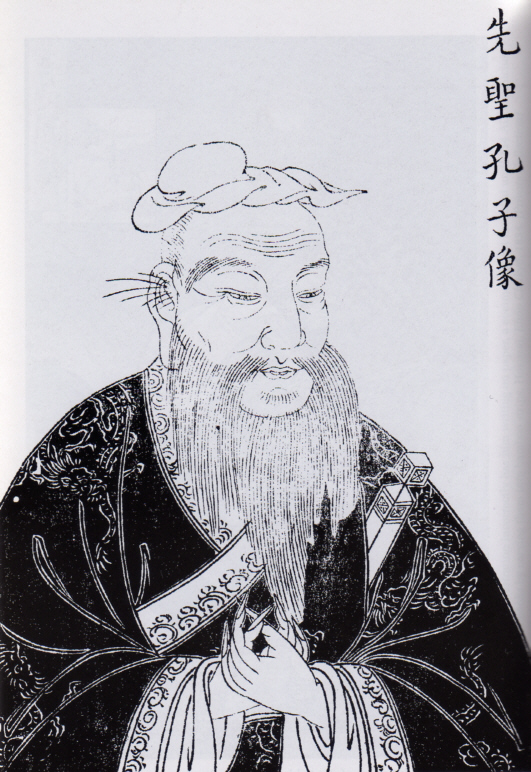
東方第十五代祖師孔子
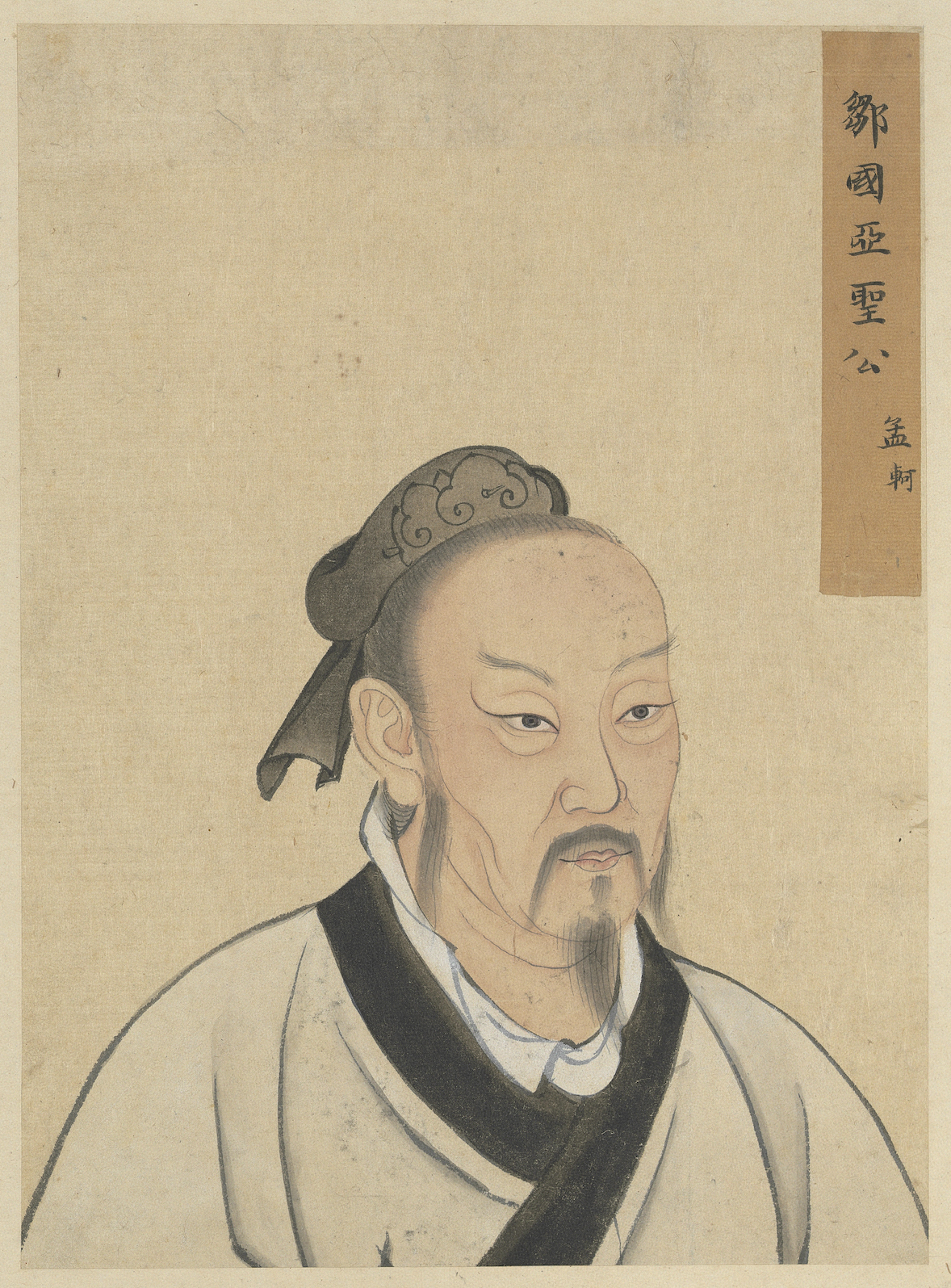
東方第十八代祖師孟子

孟子以後，「道脈西遷」心法失傳，儒道道脈泯滅，究未得繼續道統，良以孔子時，「業經盤轉西域，釋門接衍。」釋迦牟尼「得道」後，傳予大弟子摩訶迦葉為禪宗初祖，單傳至二十八代達摩尊者。達摩來華後，真機妙法，復還於中國，稱為「老水還潮」。其後道統一脈相傳，初祖是達摩，二祖神光，三祖曾燦，四祖道信，五祖弘忍，六祖惠能。六祖之後，「道降火宅」，以白馬為七祖，羅尉群為八祖。羅歸空之後，道統懸虛八百年。
依此道統論，道先於天地，故一貫道是「先天大道」即「天道」。一貫道認為，這些中華民族傳說中偉人和古代先賢以及儒、釋、道先賢都是他們的祖師，但是在史實上論述多有不足，一貫道學者對此亦不否認。此論說意在闡明其「三教合一」之宗教觀，其中又以儒家為主。
一貫道道統第二部分，即「老水還潮」後的第八代祖師羅蔚群以降，羅八祖歸後，道根秘隱公案，道統懸虛八百載。其間雖無天命祖師接衍道統，惟自宋代融合儒、佛、道三家的理學及倡導「三教合一」的全真教驟然興起。降及明代又產生了一種以「無生老母」及「龍華三會」為主要教義之新興三教合一俗家教團。雖然全真教及部分新興宗教如黃天道、夏教等，具有龐大 教勢，且信徒遍佈各地，奈因天時未至，所傳多為枝葉，根本心印大法或失傳或瞬即止傳，故亦未續天命之祖派。然彼等為大道之經義策論，做了薪傳的工作，大道之奧旨得賴以昌明。迨至清順治年間，天時已至，黃德輝在江西廬山，受天命，遙接羅八祖，緒為第九代祖。
黃九祖融匯天命心法及新舊宗教思想，以儒佛道「三教合一」（註一）及全真教「修煉金丹」（註二）教義為精髓，新興宗教之「無生老母」（註三）及「龍華三會」（註四）教義為佐義，正式開創先天道。故，皇極金丹寶卷云：「金丹大道最為奇，元始臨凡墜玉梯；真機默演無為理，九玄泄漏造皇極」，又云：「西天四七傳燈轉，東土三三立教門」。黃九祖以前為「接緒道統」，祖派、道脈在儒佛道三教，大道係教門中之真傳，在三教中遞傳。自黃九祖以降，係屬「開創道統」，乃為因應三期末劫、原人返本還原，所特設之授有無上法、專辦普度收圓道門，而為大道教團結社之開端。
黃九祖掌道後，歷經數十年之風霜，開荒闡化江西饒州府等地，門風曾鼎盛一時，門徒分成八卦九宮，惟自康熙二十九年（一六九０）歸西後，其教漸呈式微之態勢。半世紀後，至乾隆年間，吳紫祥始出，在有緣寺受命為第十代祖，闡化廣信府，重振先天道脈。迄乾隆四十九年（一七八四）了道後，何若再繼續為第十一祖，續開道洪都（南昌）、鄱陽一帶。嘉慶初年，何十一祖遭風考，充軍貴州龍里縣，大道始入黔省。嘉慶七年（一八０二），袁志謙續任十二祖，至十五年（一八一０），由黔省入滇省，自此道開雲南。
道光三年（一八二三），袁祖自雲南開道四川，在成都設立西乾堂，以此為中心，積極向各地開展道務。此後人才輩出，尹正、黃謙、楊守一、劉曰湖及方運泓續闡四川；陳玉賢、安依成、宋土道等開道兩湖；滇黔方面在嘉慶年間已有楊二姑、夏致溫之經營，道光後續有冰清等之調度；三江（江蘇、安徽）則有李六合之籌辦；福建則屬李道生等。彼等均為一時之俊彥，先天道隨其足跡所至，漸風行大江南北。
道光（一八二六），楊守一、徐吉南繼任第十三代祖，至道光八年（一八二八）了道歸西，袁十二祖復出視事，惟以年邁難於任事，交地任陳彬代理，三年後陳彬遭風考充軍，袁祖無奈復出掌盤，稱退安老人。道光十四年（一八三四），袁祖歸西，續由五行掌道。道光二十三年癸卯（一八四三）先天道場遭受大風考，至道光二十五年（一八四五）乙己，火行陳依精、木行安依成、土行宋土道在湖北漢陽捨身了道，道場岌岌可危。風雨飄搖之際，幸賴十地彭德源（依法）臨危受命，晉任水行，出掌道盤。彭水祖掌道，重建道場，制定條規，嚴立佛綱，數年之後，頹廢之道場，乃再度復甦。咸豐八年（一八五八）十二月，水祖歸西，金秘祖（林芳華）接續之。金秘祖才高心細，仗義輸財，以普渡為心，以收圓為念，先天道 大宏開，蓬勃景象再現。同治十二年（一八七三）金秘祖歸西，歸前將道盤交付素玉、素陽掌理，並曉諭西乾堂弟子嗣後「稱師不稱祖」，自此西乾道脈移轉。良以道光年間，老母已將十四代祖位秘授山西姚鶴天接掌，至同治十三年（一八七四）姚祖始歸。
十祖吴紫祥、十一祖何若、十二祖袁志謙、十三祖徐吉南、楊守一、十四祖姚鶴天、十五祖王覺一、十六祖劉清虚、十七祖路中一、十八祖張天然，皆可在歷史檔案中印證，雖有少許出入，仍可肯定其真實性。羅蔚群的大乘教在袁志謙領導時改稱青蓮教，而追隨姚鶴天的王覺一在1877年（清光緒三年）經扶乩領授天命，獲得領導地位後，將姚鶴天掌道時的總堂「西乾堂」改為「東震堂」，並將教名改為「先天無生教」，而為貼近民間宗教「世界末日時，彌勒佛拯救眾生」理論，又改為「末後一着教」。

## 王覺一的改革
光緒三年（1877年），老母降臨山東青州東震堂，令王覺一繼任十五代祖。王祖掌道後，除了更改教名，還奉命以儒教來闡揚先天道義，將理學引入教義，著有五本相關著作，合稱《數理合解》，主旨為「道即一，一即道，一統天地萬物，一統儒釋道三教」，今仍為臺灣一貫道遵奉的教義，此外其也廢除了入道時「茹素」、「絕欲」之規定，以較高層次的「理天法」取代「氣天法」，將先天道之「指出玄關」，改為「點開玄關」，又廢除了黃九祖開道以來所創的「九節內功」，不再修煉金丹，只教人格物致知、涵養心性，使天道之修持，由全真化轉趨儒教化。其更改革教內階級，建立了一套嚴密的階級制度，迄光緒十年（1884年）王祖歸空時，其道已傳遍大江南北。
當時左宗棠、曾國荃等人的奏摺都提到，王覺一「以習教傳徒，煽聚日多」，致使「民心惶恐，群隊移家避難，一夕數驚。」他的傳道範圍遍及華北、長江流域。其自認彌勒佛下凡解救眾生，假傳教之名行革命抗清之實。光緒十年（1884年），王病逝天津，死前傳道統予十六祖劉清虚。劉掌教期間，僅在山東一帶傳道，主要貢獻為1886年將「末後一着教」 正式改稱為「一貫道」。

## 清末民國時期

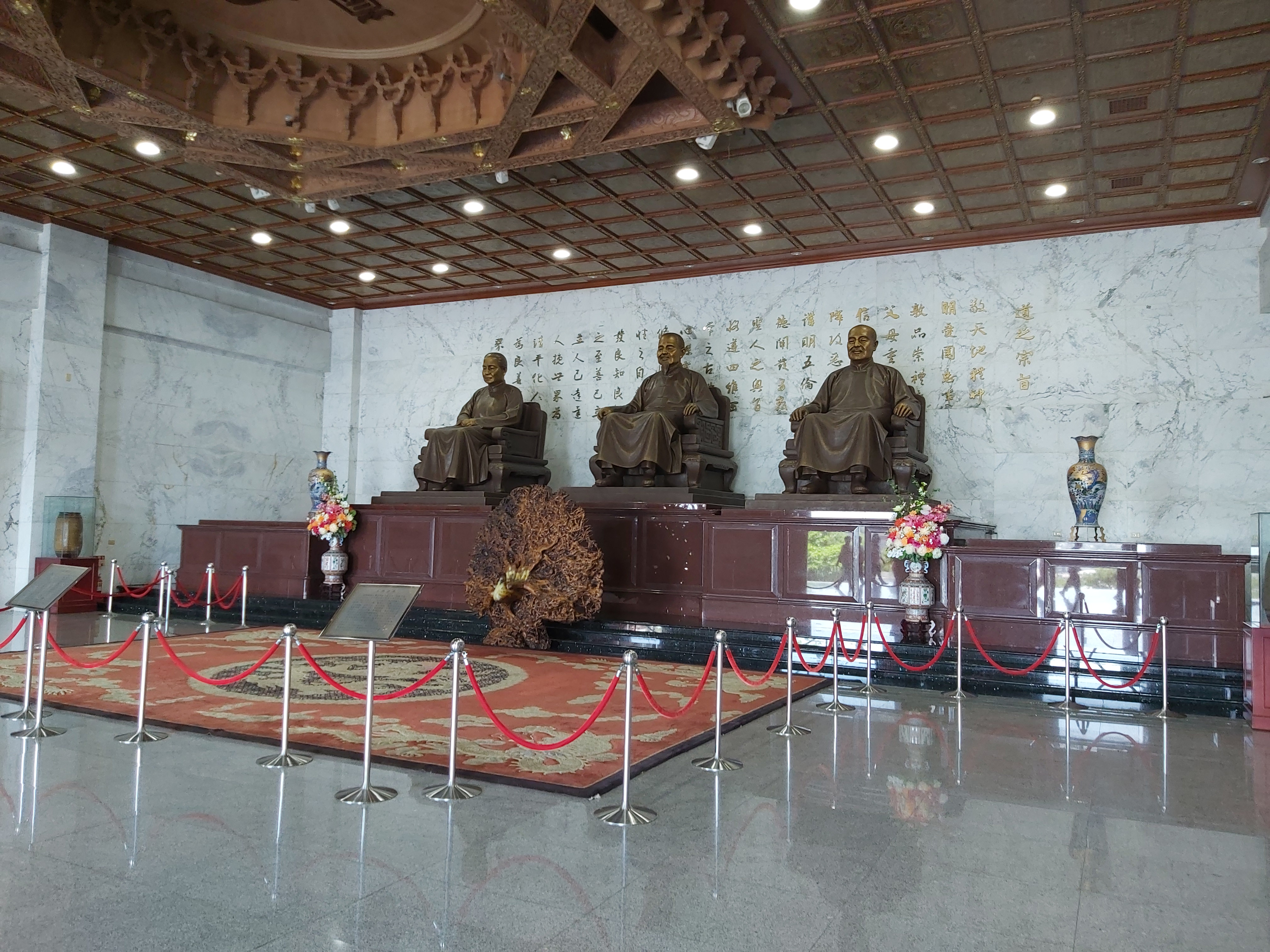
光慧文教館的「白陽三聖」銅像：金公祖師路中一（中）、天然古佛張天然（右）、中華聖母孫慧明（左）

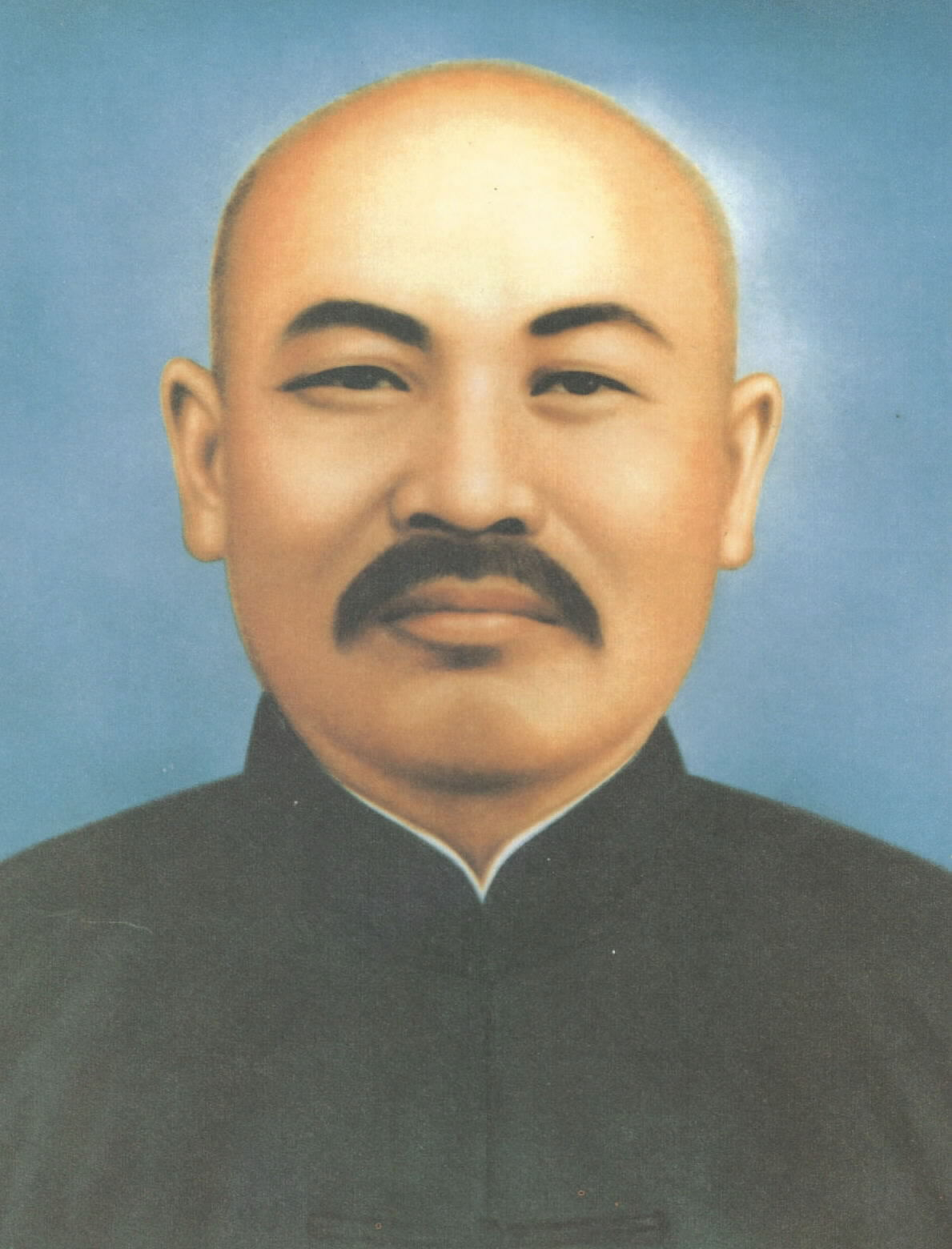
張天然

十七代祖路中一可以說是現代一貫道正式開展道務的第一代祖師。光緒三十一年（1905年），續由路中一掌道，稱十七代祖。為台灣一貫道尊為「白陽初祖」，其訂定的「九品十職」組織體系是今天一貫道職級制度前身。1925年，路中一逝世，道務暫由其妹路中節（路姑奶奶）管理，一貫道分裂為三派，道史稱「天字大考」。至1930年，始由張天然繼任十八代祖，辦理末後一著三曹普渡。第十八代祖張天然經扶乩取得道務領導權，並在八卦爐會上，經扶乩授命與孫素貞(孫師母)聯姻，實質上掌握該教大權，史稱八卦爐考。時值日本侵華，在第二次中日戰爭期間，張天然宣揚「三期末劫」劫變觀及其「求道得救」思想。1940年代，中國一貫道信徒約達1,000萬人。
張天然對宗教儀式進行改革，強調「先得後修」，可以經由點傳師點化入道後再修行。他也簡化禮拜儀式，並編撰《道義疑問解答》和《暫定佛規》，成為今日一貫道通行的教義小冊子。他善於用人，且建立健全的「組線」傳道組織，即以總壇領導支壇，以支壇為單位向外發展。他亦吸收商人入道，以商務帶動道務發展。其在汪精衛政權擔任外交部顧問，配合日本侵華政策，在日佔區取得合法地位。日本投降後，國民政府一度取締一貫道，旋即授意改名「中華道德慈善會」，配合國民黨參與國共內戰。
1947年，張天然逝世，道內分裂為劉率真（劉師母）、嫡子張英譽領導的「明線」（「師兄派」）和孫素真（孫師母）領導的「暗線」（「師母派」，今臺灣一貫道多屬此派），而山西一貫道領導人薛洪另外自成體系。1949年1月，中國共產黨政權宣布一貫道組織為非法組織，加以取締。

## 中共建政後
中華人民共和國建政後，於1950年底全面查禁取締反動會道門，其中包含一貫道，「明線」、薛洪體系自此在中國大陸消失。1951年初，北京市人民政府在北京中山公园举办“一贯道罪证展览”。
中國大陸在改革開放後，一貫道略有活動。 2009年5月4日，釋星雲建議中国國家宗教事務局副局長蔣堅永應在五大宗教之外考慮放寬多一點合法宗教信仰的選擇。一贯道逐步被中国大陆学界纳入新兴宗教研究范畴。
2024年12月，中共中央台湾工作办公室证实，有3名台湾一贯道人员被逮捕，理由是涉嫌组织利用会道门破坏法律实施罪。民主進步黨称，如果中共不释放人员，两岸宗教交流未来可能会暂缓。中華民國大陸委員會称，中共推动的宗教交流都是统战工具，主管机关会严加防范相关审查。

## 遷至台灣發展
孫素真領導的「暗線」則最先傳到臺灣，她本人在中共建政後移居香港，後來發一組韓雨霖老前人安排她在1954年以中華民國國軍上將、一貫道寶光組道親劉士毅岳母的名義至臺中隱居，晚年因病而由天一壇的王好德代為處理對外事務。「暗線」也自此在港、台流傳。不過，戰後初期的臺灣處在戒嚴、動員戡亂的時代，1953年時，因發展速度過快致使警備總部、內政部將一貫道查禁（戒嚴時期人民沒有集會結社自由），警備總部並造謠其信眾男女混雜、裸體崇拜，加以嚴格取締。部分民眾也因不了解一貫道提倡蛋奶素的內涵，將之稱為「鴨蛋教」。1975年4月4日，孫慧明歸空，其後王好德叛離一貫道，為後來彌勒大道創辦人。1987年，中國國民黨領導下的中華民國政府以解除一貫道禁令換取該教領導人對當局的支持，次年3月成立臺灣地區一貫道最高組織「中華民國一貫道總會」。民國八十五年（1996）於美國洛杉磯成立一貫道世界總會。
師兄派在臺灣主要組織為正義輔導委員會，後來成立中華民國天道總會，自一貫道分裂出「天道」。

### 臺灣的十八組線
一貫道在臺灣之流傳可分為十八組線，其中以興毅組、發一組、基礎組、寶光組四組較大。